# Linaria vulgaris
Linaria vulgaris là một loài thực vật có hoa trong họ Mã đề. Loài này được Mill. mô tả khoa học đầu tiên năm 1768.

## Hình ảnh

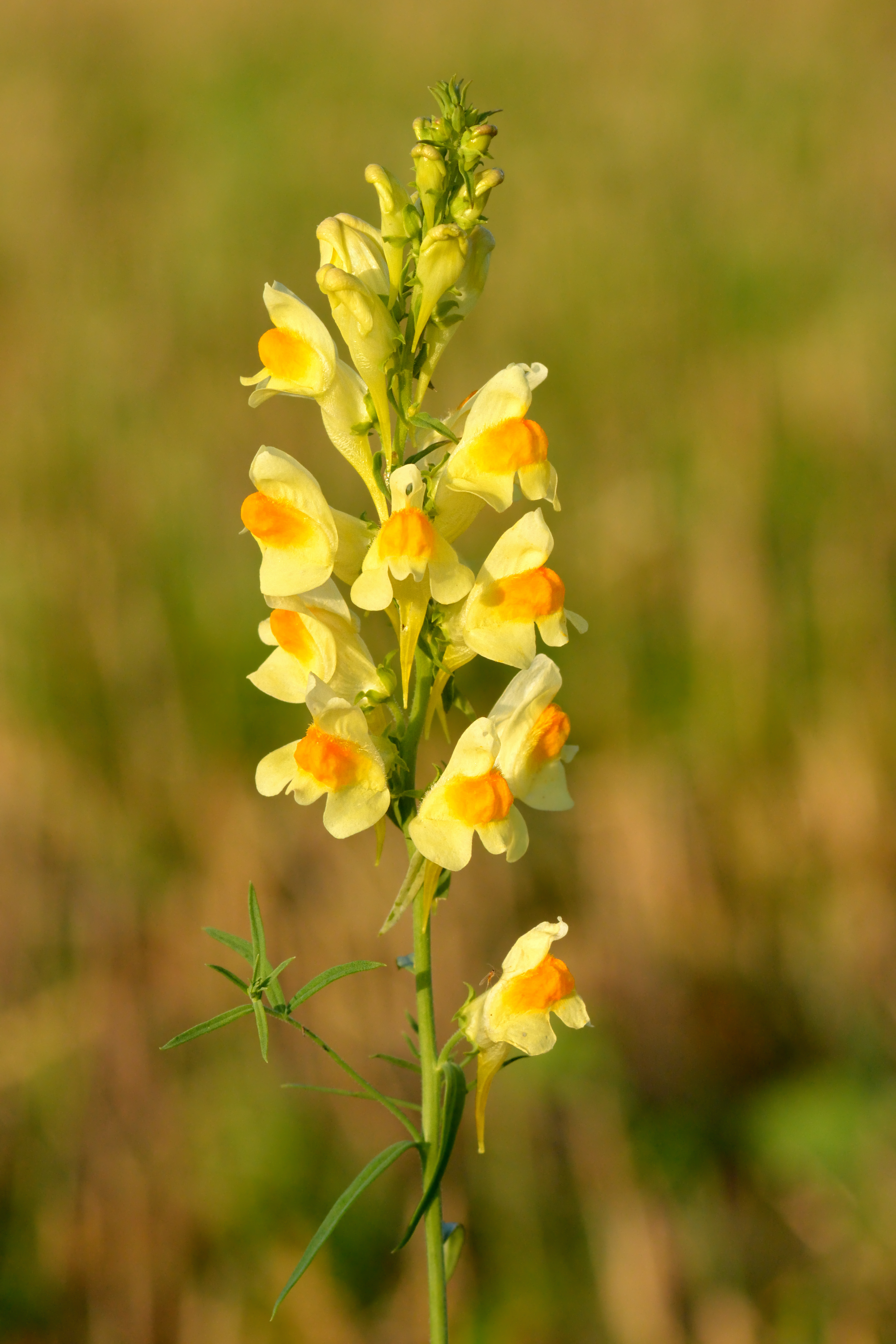
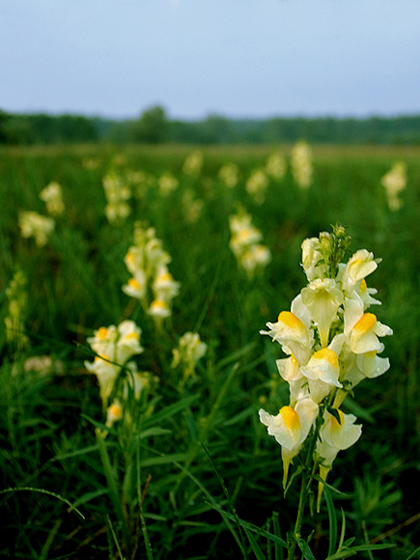
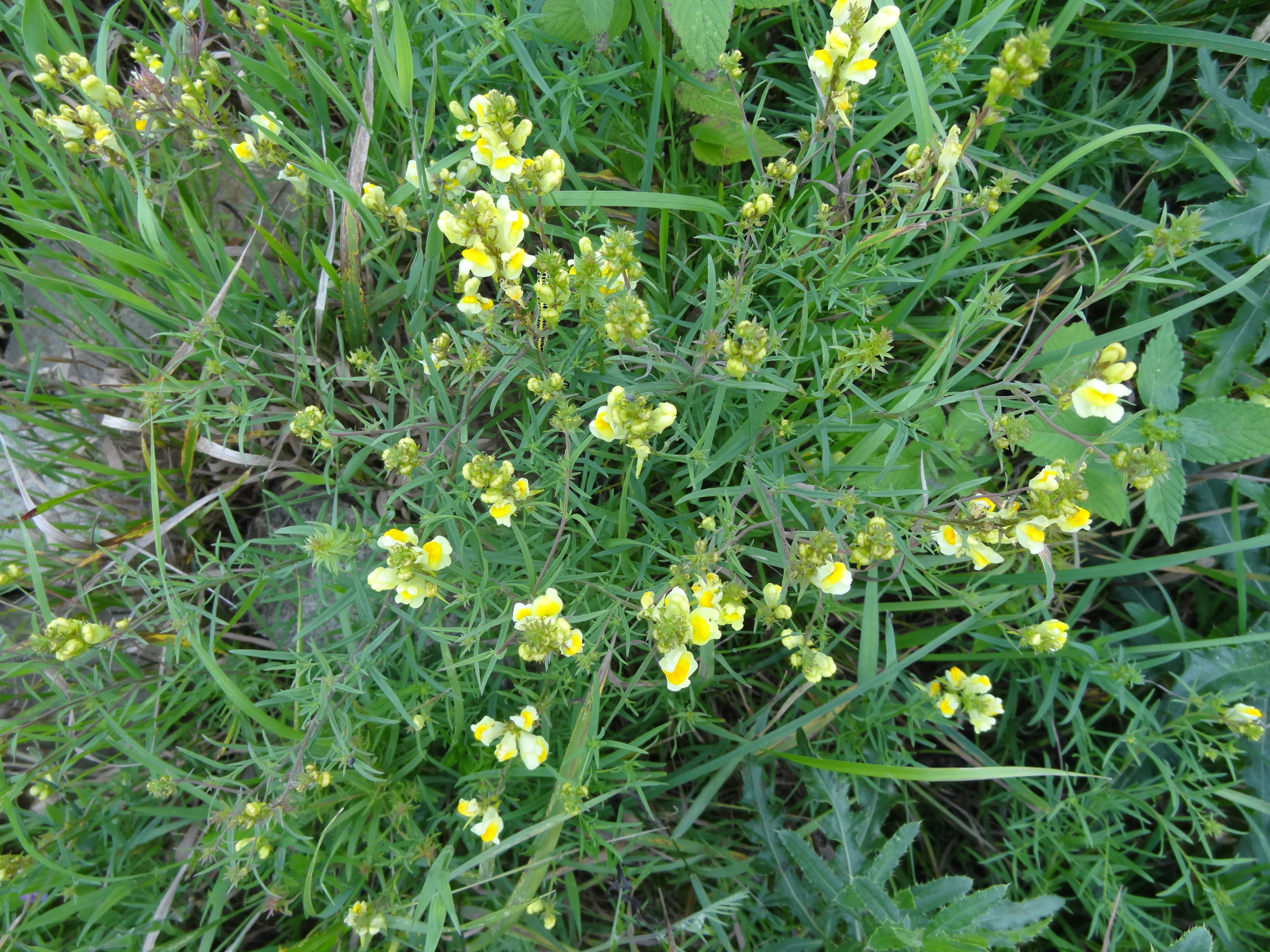
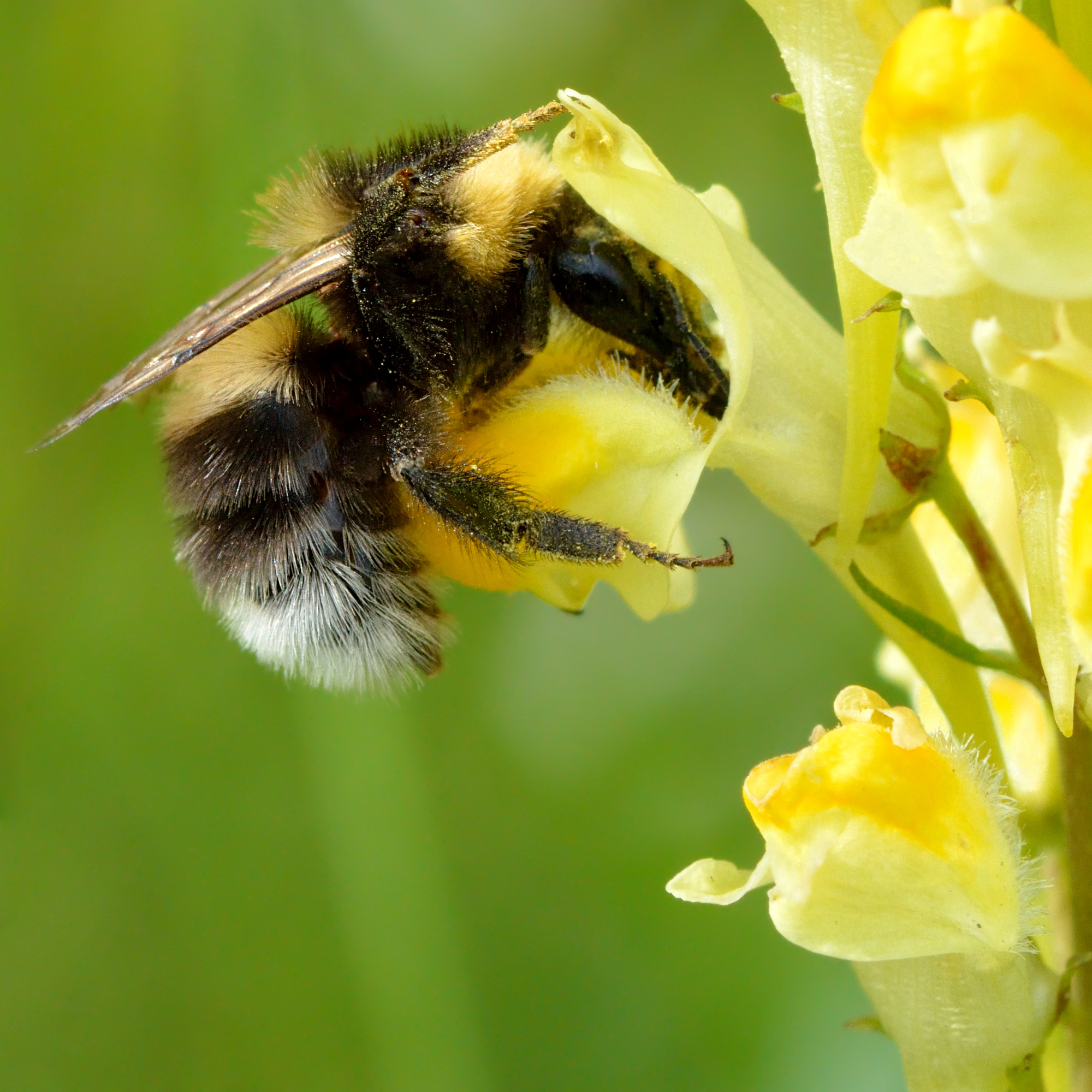